# Premio Unidad de Salud y Bienestar de la Fuerza
El Premio a la Unidad de Salud y Bienestar de la Fuerza, comúnmente conocido como la Green "H", es otorgado anualmente por el Comandante de las Fuerzas Navales de Superficie a los barcos, submarinos, aviación y otras unidades militares de la Armada de los EE. UU. en reconocimiento al compromiso con la salud y el bienestar de todos los miembros de la marina afectados a dichas unidades.
El criterio para el premio incluye programas de preparación médica, preparación física y promoción de la salud.  Para calificar, las unidades deben mantener altos estándares de preparación médica durante todo el año y demostrar el impacto de dichos programas en sus marineros.

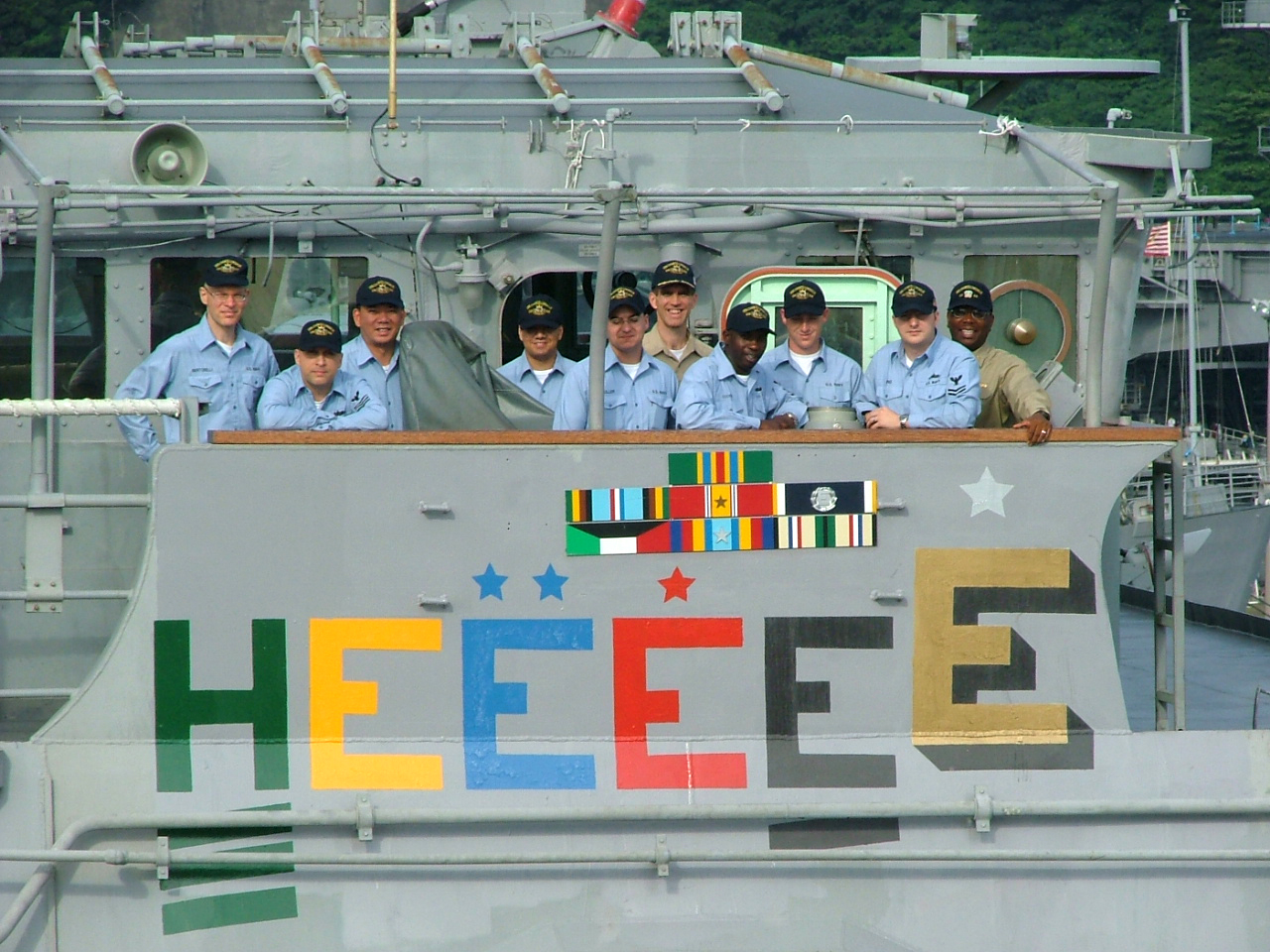
Miembros de la tripulación a bordo del crucero de misiles guiados reunidos en el ala del puente del barco, sobre la H Verde con tres marcas debajo.

Los barcos que obtienen el Premio a la Unidad de Salud y Bienestar de la Fuerza están autorizados a pintar una "H" de color verde en cualquier lugar (principalmente en la chimenea) para mostrar evidencia de la condecoración. Por cada competencia consecutiva ganada, el barco pinta una línea en ángulo (o marca) debajo de la "H" verde. Después de una penta-condecoración, se pinta una estrella verde encima de la "H". Las marcas o estrellas se eliminan el año en que el barco no logra ganar el premio.